# Smient
De smient (Mareca penelope) is een vogel uit de familie van de eendachtigen (Anatidae). De wetenschappelijke naam van de soort werd in 1758 als Anas penelope door Carl Linnaeus gepubliceerd. De naam 'penelope' nam hij over van onder meer Conrad Gesner en Ulisse Aldrovandi.
De smient is een middelgrote grondeleend. De soort broedt in het noorden van Europa en Azië; 's winters komen ze in groten getale als wintergast voor langs de kusten van West-Europa, waaronder die van België en Nederland.

## Veldkenmerken
De mannetjes zijn te herkennen aan hun oranjerode kop met een geel voorhoofd. Onder de kop is een gedeelte zalmroze en naar achter de grijze onderdelen. Het achterste gedeelte is zwart. Smienten hebben een relatief korte, grijze snavel. Vrouwtjes zijn minder getekend dan mannetjes en zijn grotendeels bruin. Het geluid van de mannetjes is een hoog kenmerkend "piiew piiew" en van vrouwtjes "rarr". De kenmerkende roep heeft ze de bijnaam "fluiteend" gegeven. 's Nachts is de kenmerkende roep te horen van overvliegende exemplaren. De lengte bedraagt 75 tot 86 cm, de vleugelspanwijdte is 81,5 cm.

## Leefwijze
Ze foerageren op grasland met duizenden tegelijk. Ze eten voornamelijk gras, groene planten en waterplanten.

## Voortplanting
Het legsel bestaat uit zes tot negen roomkleurige eieren, die door het wijfje gedurende 24 dagen worden bebroed.

## Verspreiding en leefgebied
Smienten komen in de zomer voor in Noord-Scandinavië en Siberië. Schaars broeden ze ook in Nederland. In het najaar trekken de eenden in groten getale naar het zuiden en zijn te vinden op plassen en in poldersloten in Midden- en West-Europa. De smient is dan de op een na talrijkste eend in Nederland.

## Status
De grootte van de populatie is in 2015 geschat op 2,8-3,3 miljoen volwassen vogels. Op de Rode lijst van de IUCN heeft deze soort de status niet bedreigd.

## Besmetting met vogelgriepvirus
Eind 2014 werd bij Kamerik de H5N8-variant van het vogelgriepvirus aangetroffen bij smienten. Enkele dieren waren drager van het virus, maar er is niet vastgesteld dat ze ook voor verspreiding ervan zorgden.

## Afbeeldingen

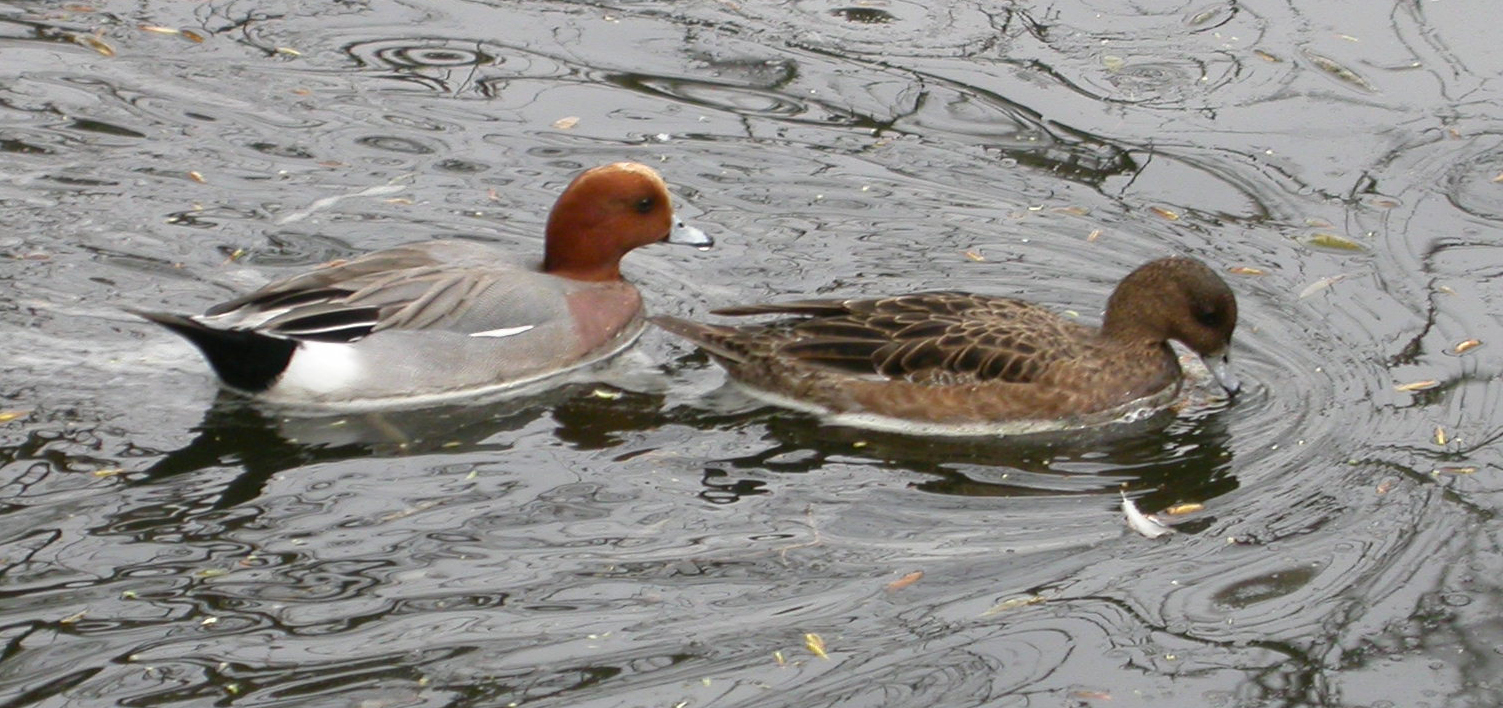
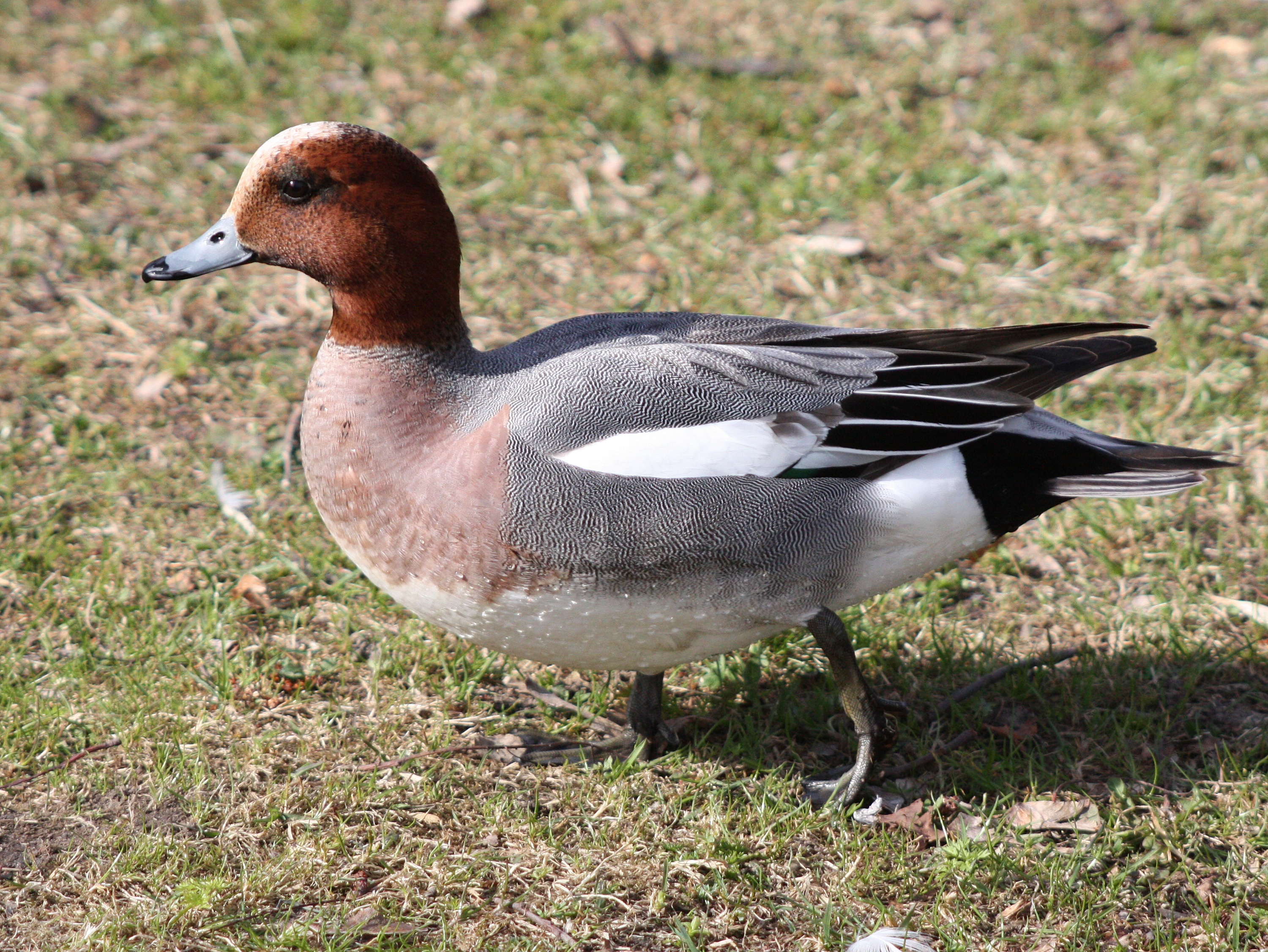
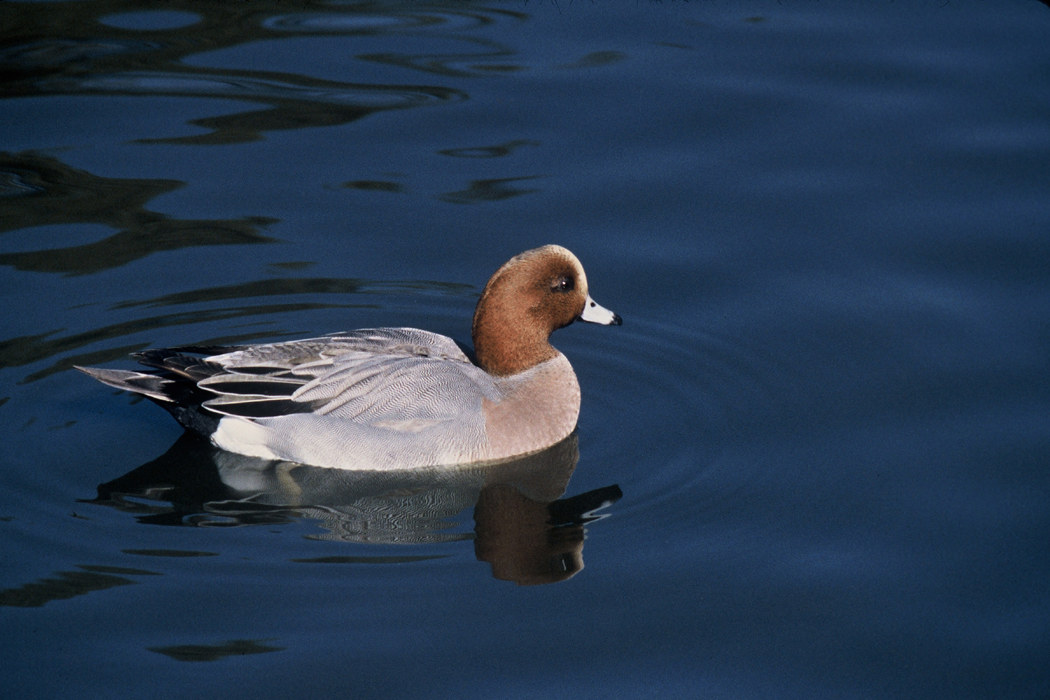
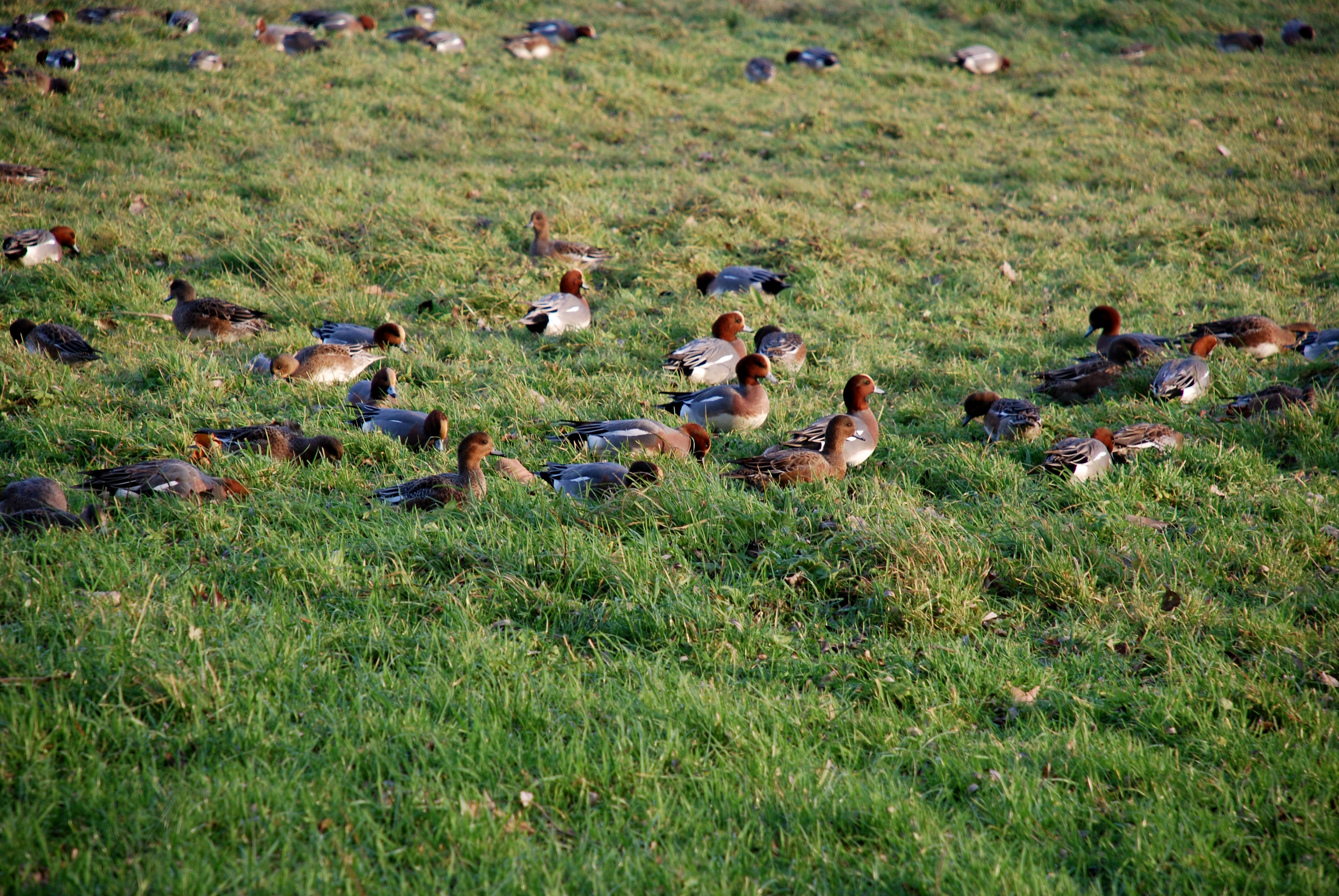